# جمهوری نخست ارمنستان
جمهوری نخست ارمنستان (به ارمنی: Հայաստանի առաջին հանրապետություն؛ هایاستانی آراجین هانراپتوتیون) در ۲۸ مه ۱۹۱۸ نخستین مجلس جمهوری مستقل ارمنستان اعلام شد و در اول اوت همان سال گشایش یافت. دولتی تشکیل گردید که در دست حزب داشناکسوتیون قرار داشت. هوهانس کاچازنونی به عنوان نخست‌وزیر، آلکساندر خاتیسیان به عنوان وزیر امور خارجه و آرام مانوکیان به عنوان وزیر کشور تعیین شدند، و ترکیب دولت بعداً دچار تغییراتی گردید.
جمهوری ارمنستان به مساحت یازده هزار کیلومتر مربع، که جمعیت آن در ۱۹۱۴ سیصد هزار نفر بود، ولی در ۱۹۱۸ به‌دلیل حضور صدها هزار پناهنده از یک میلیون متجاوز بود دولت ارمنستان ناگزیر بود با مشکلات بزرگی دست و پنجه نرم کند.
در اثر مبارزات ارمنیان آنان موفق شدند پس از نبرد سارداراباد و نبرد قره کلیسا بسال ۱۹۱۸ میلادی نخستین دولت ارمنی که از دوران دودمان باگراتونی بر فلات مرتفع ارمنستان وجود پیدا می‌کرد در ایروان تشکیل یافت.
قحطی و تیفوس قربانیان زیادی گرفت تا وقتی که نخستین محصولات گندم از ایالات متحده آمریکا رسید و از بهار سال ۱۹۱۹ زندگی کشور کوچکی را که جمعیتش بیش از حد بود تأمین کرد.
دولت با کمال جدیت شروع به کار کرد و به آرامش بخشی و سازماندهی و نوسازی کشور پرداخت. اداراتی دایر گردید، ارتش تجدید سازمان یافت، دانشگاهی افتتاح شد و نخستین پایه‌های گسترش اقتصادی ریخته شد.

## تاریخ
به دنبال پیروزی نیروهای متفقین بر آلمان و متحدانش، ارتش جمهوری ارمنستان در آغاز ۱۹۱۹ مناطق گیومری و قارص را تصرف کرد. منطقه اخیر به ویژه برای دولت جدید ارمنستان حایز اهمیت بسیار بود، زیرا زمین‌های قابل کشت و زرع گندم در آنجا واقع بود و از آنجا ممکن بود آذوقه خواربار کشور را از لحاظ غلات تأمین کرد.
عقب‌نشینی نیروهای تُرک جنگ کوتاهی به دنبال داشت بین ارمنستان و گرجستان برسر مالکیت مناطق مارنئولی، آخالکالاکی، استان لوری جنگی که به شکست گرجیان انجامید. نزاعی هم با جمهوری دمکراتیک آذربایجان بر سر تصرف منطقه قره‌باغ پیش‌آمد.
از طرفی هم تُرکان ضمن تخلیه مناطق ارمنستان روسیه که اشغال کرده بودند، غافل نمانده و توده‌های تُرک و تاتار و کرد آن مناطق را مسلح کرده بودند. این توده‌ها به وسیله افسران تُرک سازمان داده شدند و یک جنگ چریکی به رهبری ستاد ارتش ترکیه علیه ارمنستان راه انداختند تا آن دولت را ضعیف کنند و او را مجبور سازند که از دعاوی ارضی خود بر ارمنستان غربی صرف نظر کند. تُرکان به ویژه از این دیدگاه منطقه نخجوان را که اهمیت بسیاری برای آن قایل بودند برای جنگ پارتیزانی سازمان داده بودند، چون آنجا را پایگاهی مناسب برای از سرگرفتن سیاست پان‌تورانیسم خود در آینده می‌دانستند.

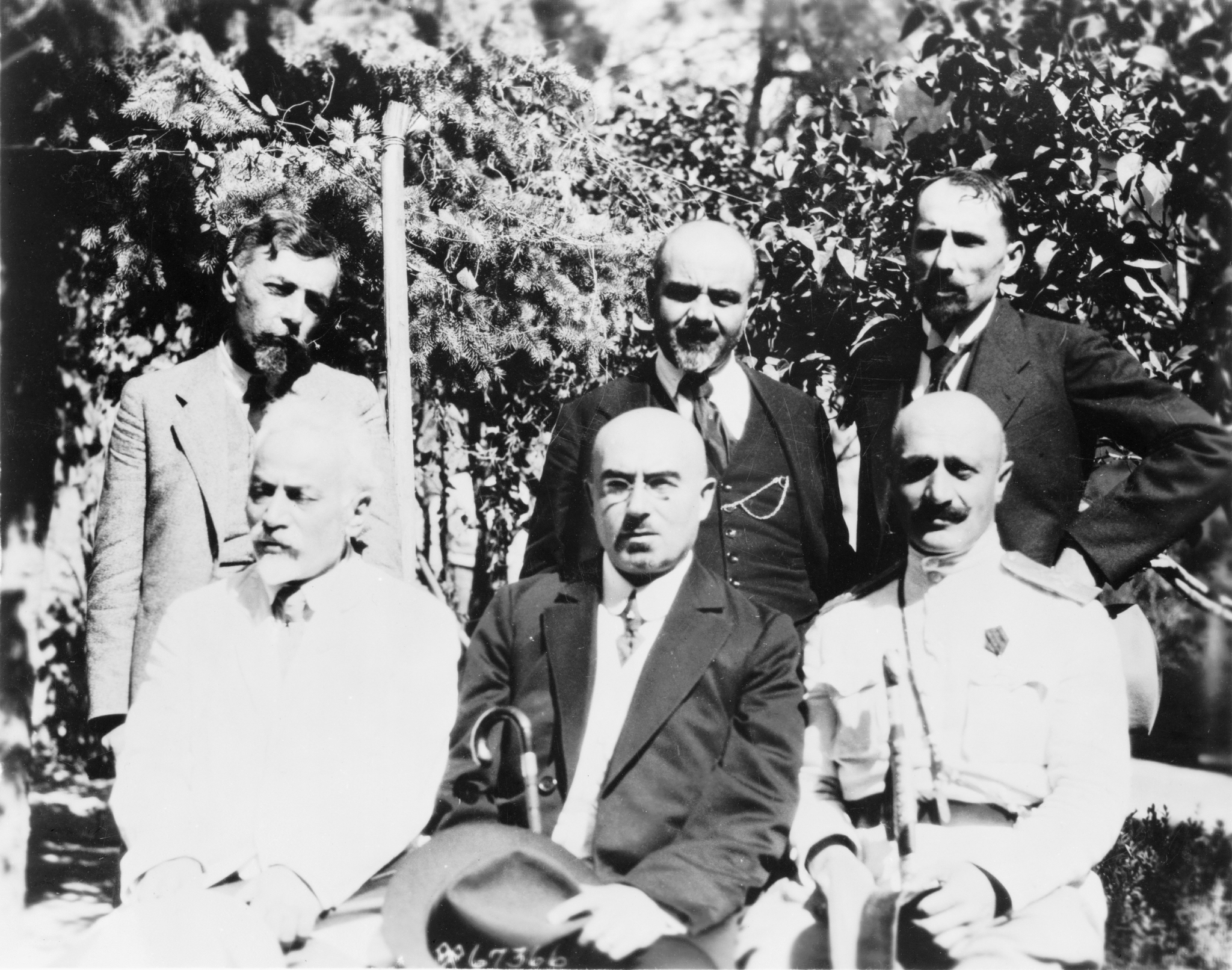
اعضای کابینه دوم، یکم اکتبر، ۱۹۱۹. چپ به راست نشسته: ساهاکیان، آلکساندر خاتیسیان، ژنرال آراراتیان، ایستاده: نیکول آقبالیان، آبراهام گیولخاندانیان، سارگیس آراراتیان

در ۲۸ مه ۱۹۱۹ یعنی در جشن یکمین سال استقلال بازیافته، دولت ارمنستان برطبق تصمیم مجلس شورای ملی و انجمن ارمنی‌های ترکیه الحاق شش ولایت ارمنی ترکیه را به جمهوری ارمنستان اعلام کرد.
در ۱۹۲۰ وضع اقتصادی کشور به سبب تلاش پیگیر دهقانان ارمنستان بهبود محسوسی پیدا کرد.
از تمام مهاجر نشینان ارمنی در خارجه، از گرجستان و قسطنطنیه و کشورهای بالکان و مصر و اروپا و آمریکا هدایا و کمکهای نقدی و داوطلبان مایل به شرکت در دفاع از دولت جدید و استادکاران مصمم به شرکت در کار بازسازی کشور به ارمنستان سرازیر می‌شدند.

لوشسنه در تابستان ۱۹۲۰ پس از دیدار از جمهوری‌های ماورای قفقاز چنین نوشته‌است: 
«ارمنستان می‌بیند که آرامش بتدریج به کشورش بازمی‌گردد و از مشکلاتش کاسته می‌شود. او امروز نسبت به تمام لحظات دو سال عمرش از همه وقت قوی تر است. تا آنجا که سرنوشتش به خودش بستگی دارد ثابت کرده‌است که قادر به تأمین آن هست، ولی این سرنوشت به قدرتهای لگام گسیخته بیگانه نیز وابسته است.»

## ارمنستان در برابر متفقین
وقتی آلمانی‌ها و متحدان آنان یعنی اتریش و بلغارستان و ترکیه در پائیز سال ۱۹۱۸ تسلیم شدند، مسلم به نظر می‌رسید که قدرت‌های بزرگ فاتح، عدالت و ترمیم خرابی‌هایی را که ارمنستان مستحق آن بود بپردازند و سرزمین‌های آبا اجدادی را به وی باز پس خواهند داد.
برجسته‌ترین سیاستمداران کشورهای متفق مانند:(آرتور بالفور، ژرژ کلمانسو، لورد جورج همیلتون، ریمون پوانکاره و رئیس‌جمهور توماس وودرو ویلسون همگی در اظهارات رسمی خویش طی سالهای ۱۹۱۷–۱۹۱۸ مسئله ارمنستان را در کنار مسایل آلزاس و لرن و لهستان و چکسلواکی و یوگسلاوی در صف اول هدفهای جنگی متفقین قرار می‌دادند.
لیکن بعدها معلوم شد که همه این وعده‌ها توخالی است.

## جنگ ۱۹۲۰ ارمنستان و ترکیه
جنگی است که بین جمهوری ارمنستان و دولت ملی‌گراییان افراطی ترکیه در پاییز ۱۹۲۰ صورت گرفت.

## تقسیمات کشوری

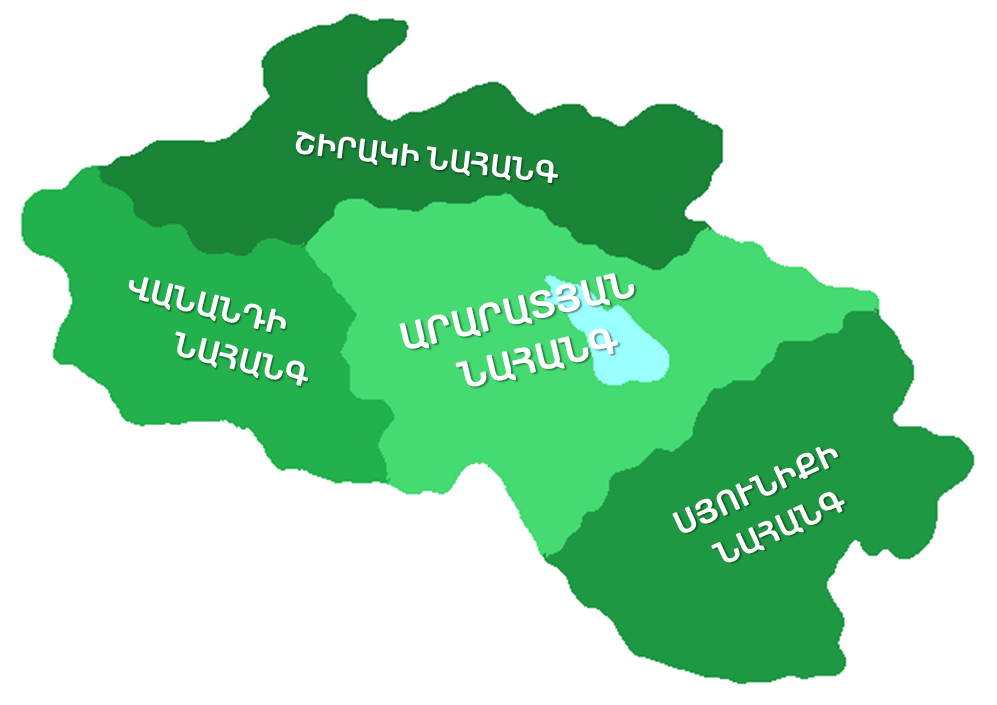

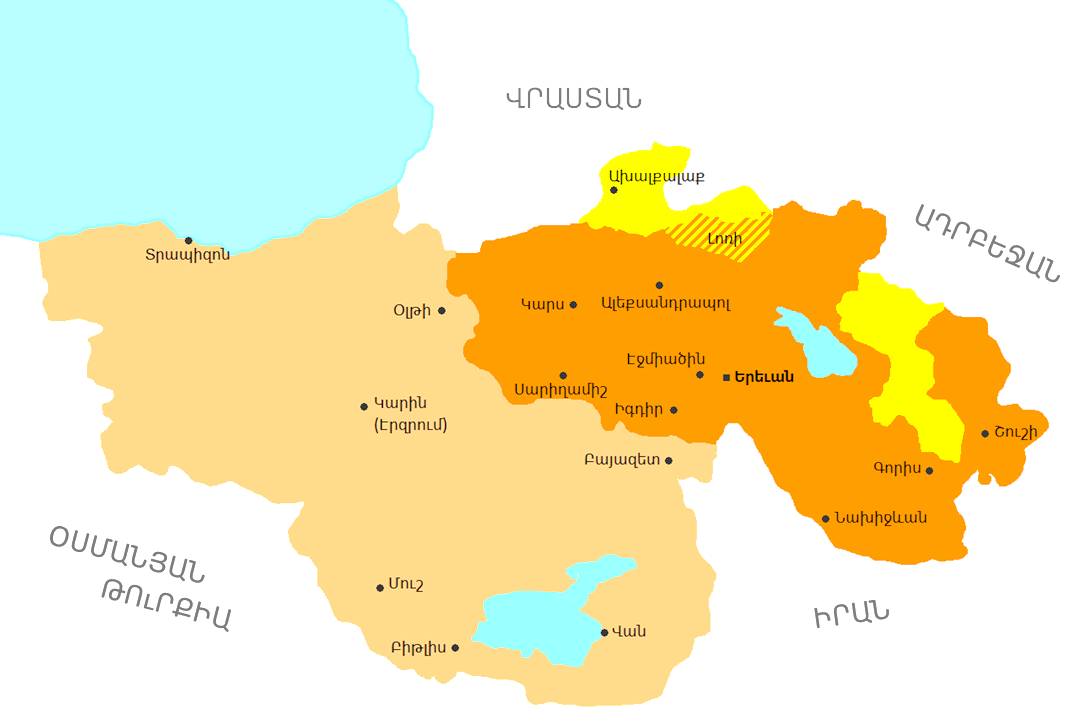